# Adolf Cichowski

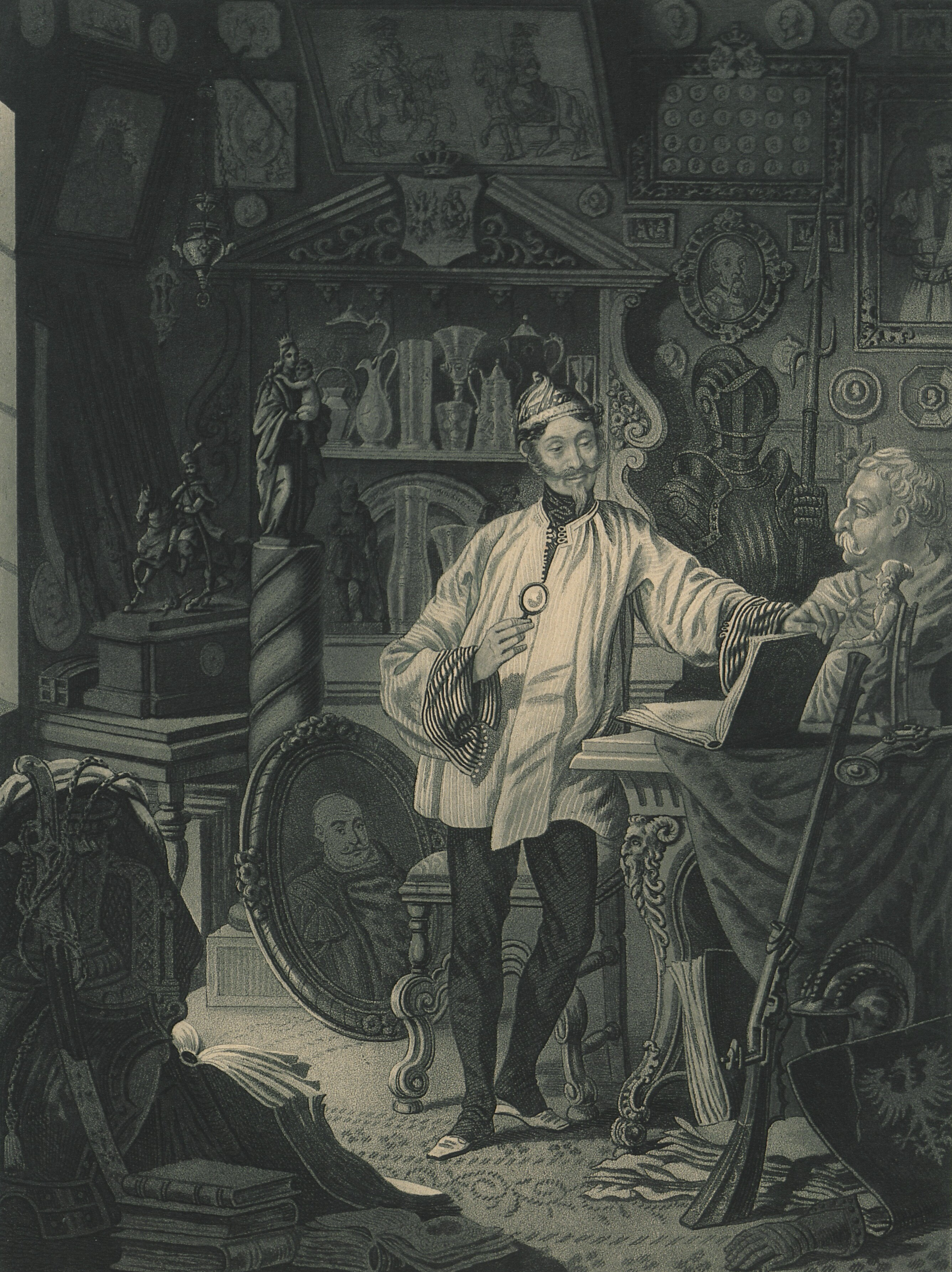
Zbiór starożytności polskich w Paryżu, Adolfa Cichowskiego

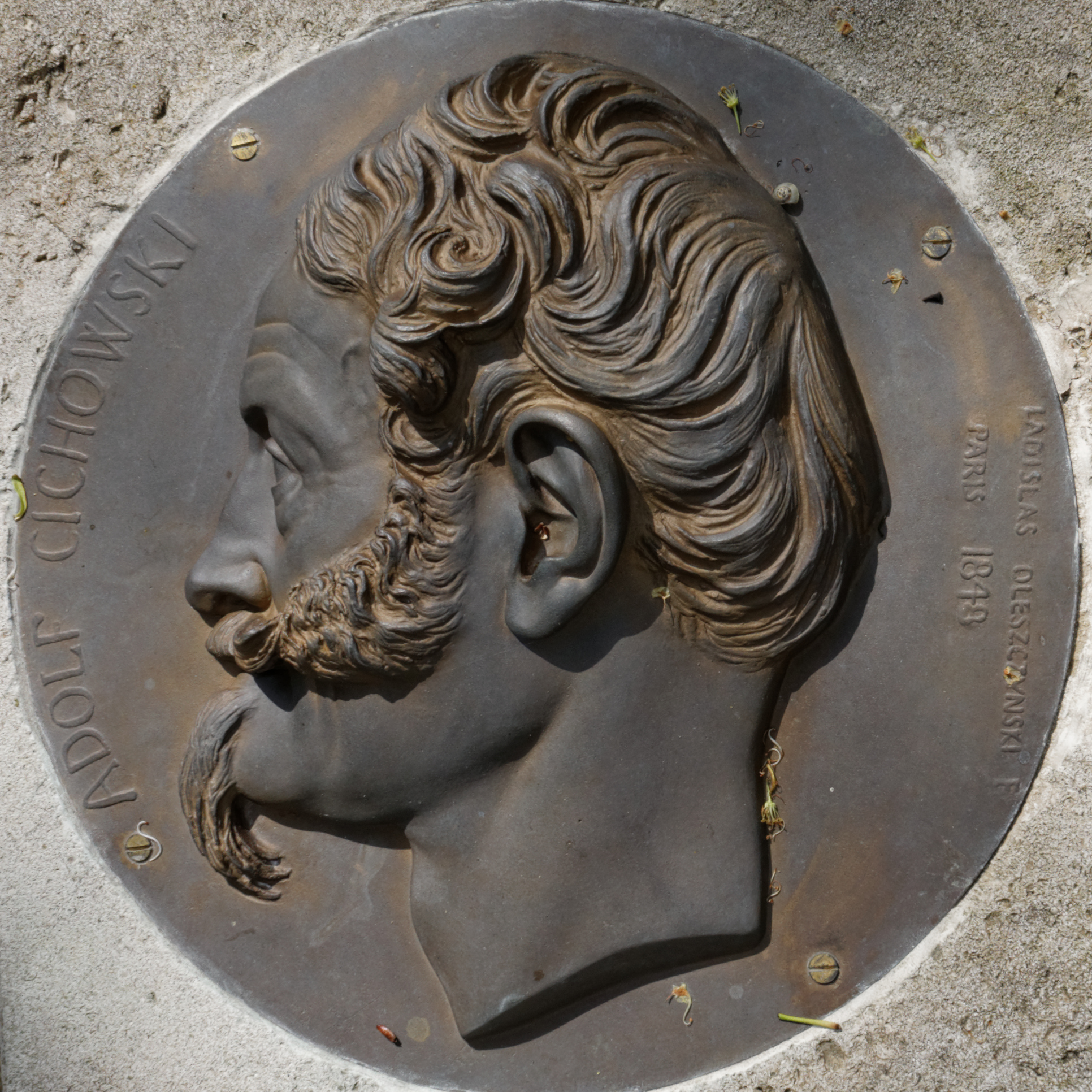
Cmentarz Père-Lachaise

Adolf Cichowski (ur. 1794, zm. 7 października 1854) – uczestnik wojen napoleońskich, oficer.

## Życiorys
Po opuszczeniu służby wojskowej urzędnik Komisji Skarbu. Był jednym z pierwszych członków Towarzystwa Patriotycznego. Aresztowany w 1822, po zwolnieniu został usunięty ze stanowiska i pozostawał pod nadzorem policji. W powstaniu listopadowym nie pełnił służby wojskowej, mianowano go prezesem Komisji Budowli Publicznych, wydawał "Kurier Polski". Po zajęciu Warszawy przez wojska rosyjskie wyemigrował wraz z żoną Ludwiką z Dupontów do Drezna. W 1834 roku skazany przez władze rosyjskie na powieszenie za udział w powstaniu listopadowym. W 1834 skonfiskowano jego majątek pozostawiony w Polsce, a ona sam rok później osiadł na emigracji w Paryżu. Został współpracownikiem księcia Adama Jerzego Czartoryskiego obejmując stanowisko dyrektora szkoły żeńskiej w Hotelu Lambert.Kolekcjonował polskie zabytki i pamiątki narodowe, głównie sztychy. Zebrał m.in. kolekcję ok. 400 map i atlasów dawnej Polski, której większość znajduje się obecnie w Bibliotece Czartoryskich w Krakowie. Przyjaciel Chopina, w Muzeum Narodowym w Warszawie przechowywana jest kolekcja 20 listów Chopina do Adolfa Cichowskiego.
Był członkiem loży wolnomularskiej Astrea w 1819 roku.